# Kalrath
Kalrath ist ein Ortsteil der Gemeinde Titz im Kreis Düren, Nordrhein-Westfalen.

## Geschichte
Kalrath wurde 1284 zum ersten Mal urkundlich erwähnt. Der Ortsname stammt von Calrad ab. Als Calrode oder Calrad wird eine ausgerodete Stelle im Wald bezeichnet, also eine Rodung.

## Kirche

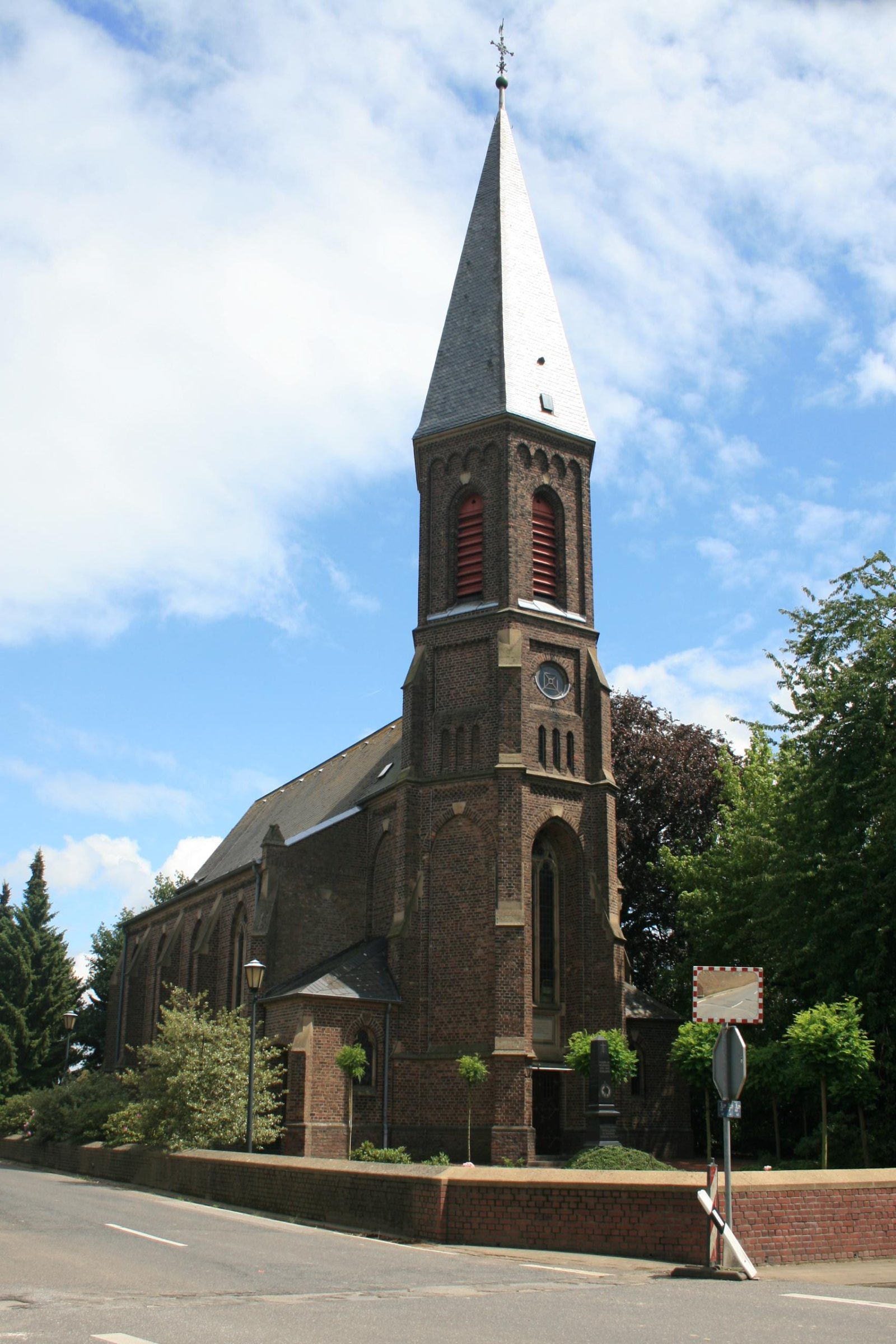
St. Mariä Himmelfahrt in Kalrath

Die Kirche St. Mariä Himmelfahrt wurde im neugotischen Stil erbaut. Die Großgrundbesitzer Josef und Josepha Lommertzheim spendeten sehr viel für den Kirchenneubau und sind auch als Stifter in einem Kirchenfenster verewigt. In der Kirche befindet sich eine über 100 Jahre alte Klais-Orgel.

## Wirtschaft
Der früher rein landwirtschaftlich geprägte Ort hat heute nur wenige Bauernhöfe, die sich auf den Getreide-, Rüben- und Gemüseanbau in der fruchtbaren Jülicher Börde konzentrieren.

## Verkehr
Den ÖPNV stellt Rurtalbus durch die AVV-Buslinie 284 und ein Anrufsammeltaxi sicher. Bis zum 31. Dezember 2019 wurde diese Buslinie vom BVR Busverkehr Rheinland bedient.
| Linie | Verlauf |
| ----- | --- |
| 284   | (Jülich Schulzentrum – Walramplatz – Neues Rathaus →) Jülich Bf/ZOB – Stetternich – Welldorf – Güsten – Höllen – Rödingen – Kalrath – Ameln – Titz – (Opherten – Mündt –) Jackerath |
| AST   | AnrufSammelTaxi: Mo–Fr abends, Sa nachmittags/abends, So Jülich Bf/ZOB – Jülich Innenstadt – Lich-Steinstraß / Stetternich – Pattern / Welldorf – Mersch / Serrest / Güsten – Hompesch / Sevenich / Höllen – Müntz / Spiel / Rödingen / Bettenhoven – Ameln / Hasselsweiler / Ralshoven – Gevelsdorf / Kalrath – Titz – Mündt / Opherten – Jackerath |

## Drachenfest
Der DC Grisu veranstaltete jährlich ein Drachenfest auf einem Acker zwischen Ameln und Kalrath, wo Drachen und Windvögel steigen gelassen wurden. Dieses Fest war bundesweit bekannt.